# Giga Tetsuji
Giga Tetsuji (japanisch: 儀峨徹二; * 29. April 1885 in der Präfektur Fukui; † 27. Januar 1965) war ein japanischer Generalleutnant der Kaiserlich Japanischen Heeresluftstreitkräfte.

## Leben
Giga Tetsuji besuchte die Wakasa High School in der Präfektur Fukui und begann anschließend eine Ausbildung an der Heeresoffizierschule (Rikugun Shikan Gakkō), die er im Mai 1907 beendete. Daraufhin wurde er als Leutnant in das 20. Infanterieregiment übernommen und fand später Verwendung als Offizier im 67. Infanterieregiment. Danach besuchte er die Heereshochschule (Rikugun Daigakkō), die er im November 1914 abschloss. Im August 1915 wurde er Offizier im Generalstab der Kaiserlich Japanischen Armee (Dai-Nippon Teikoku Rikugun) und absolvierte im März 1917 einen Englischkurs an der Schule für Fremdsprachen in Tokio. Daraufhin wurde er abermals Offizier im Generalstab sowie danach Mitarbeiter im Heeresministerium (Rikugun-shō), ehe er zum Hauptquartier der im Januar 1919 gegründeten Kaiserlich Japanischen Heeresluftstreitkräfte (Teikoku Rikugun Kōkūtai).
Nachdem Giga im August 1922 zum Major der Infanterie befördert worden war, wurde er zwischen November 1922 und September 1924 Mitarbeiter des Vertreters beim Völkerbund. Nach seiner Rückkehr wurde er formell zu den Heeresluftstreitkräften versetzt und wurde zunächst Aide-de-camp der 7. Heeresfliegerstaffel sowie anschließend Offizier in der Personalabteilung. Am 8. Juni 1926 erfolgte seine Beförderung zum Oberstleutnant, woraufhin er im Dezember 1926 Kommandeur eines Bataillons der 4. Heeresfliegerstaffel wurde. Danach war er Instrukteur an der Shishizu-Heeresfliegerschule sowie an der Akeno-Heeresfliegerschule, an der er vom 6. März 1930 bis zum 28. Januar 1931 Chef der Sektion Forschung war. Er wurde am 1. August 1930 zum Oberst befördert und fungierte zwischen dem 28. Januar 1931 und dem 11. März 1932 als Militärischer Vertreter in Thailand. Nach seiner Rückkehr war er Kommodore des 1. Heeresfliegergeschwaders und war danach Sekretär der Akeno-Heeresfliegerschule.
Giga Tetsuji wurde am 1. August 1935 zum Generalmajor befördert und wurde anschließend zwischen August und dem 2. Dezember 1935 zur Tokorozawa-Heeresfliegerschule abgeordnet, ehe er vom 2. Dezember 1935 bis zum 1. August 1936 Kommandant der Kumagai-Heeresfliegerschule war. Danach fungierte er von August 1936 bis zum 9. März 1938 als Kommandeur der 1. Heeresfliegerbrigade sowie zwischen dem 9. März und dem 28. November 1938 als Kommandant der Shimoshidzu-Heeresfliegerschule. Nachdem er während dieser Verwendung am 15. Juli 1938 seine Beförderung zum Generalleutnant erhielt, war er zwischen dem 28. November 1938 und dem 1. August 1940 Kommandierender General der 2. Heeresfliegergruppe sowie daraufhin vom 1. August 1940 bis zum 15. Oktober 1941 Kommandant der Hamamatsu-Heeresfliegerschule. Am 15. Oktober 1941 wurde er zunächst in die Reserve versetzt und trat zwei Wochen später am 30. Oktober 1941 in den Ruhestand. Zum Ende des Zweiten Weltkrieges wurde er im März 1945 in den aktiven Dienst zurückbeordert und war im Anschluss bis zur Kapitulation Japans am 2. September 1945 Kommandeur des Militärbezirks der Präfektur Fukui.

## Weblink
- Giga Tetsuji in The Generals of World War II

| Personendaten    | Personendaten                      |
| ---------------- | ---------------------------------- |
| NAME             | Giga, Tetsuji                      |
| ALTERNATIVNAMEN  | 儀峨徹二 (japanisch)               |
| KURZBESCHREIBUNG | japanischer Generalleutnant        |
| GEBURTSDATUM     | 29. April 1885                     |
| GEBURTSORT       | Präfektur Fukui, Kaiserreich Japan |
| STERBEDATUM      | 27. Januar 1965                    |